# Polycephalomyces formosus
Polycephalomyces formosus är en svampart som beskrevs av Kobayasi 1941. Polycephalomyces formosus ingår i släktet Polycephalomyces och familjen Ophiocordycipitaceae.   Inga underarter finns listade i Catalogue of Life.